# Dave Wagstaffe
David Wagstaffe (Mánchester, 5 de abril de 1943 - Mánchester, 6 de agosto de 2013) fue un futbolista profesional inglés que jugó como extremo o lateral volante.

## Carrera
Nacido en Mánchester, Wagstaffe jugó en Inglaterra y los Estados Unidos para el Manchester City, Wolverhampton Wanderers, Los Angeles Wolves, Blackburn Rovers y Blackpool.

## Muerte
Murió el 6 de agosto de 2013, después de una corta enfermedad a la edad de 70 años.
| Club                        | País           | Año         | Partidos | Goles |
| --------------------------- | -------------- | ----------- | -------- | ----- |
| Manchester City FC          | Inglaterra     | 1960 - 1964 | 144      | 8     |
| Wolverhampton Wanderers FC  | Inglaterra     | 1964 - 1967 | 81       | 6     |
| Los Angeles Wolves (cedido) | Estados Unidos | 1967        | 10       | 0     |
| Wolverhampton Wanderers FC  | Inglaterra     | 1967 - 1976 | 243      | 20    |
| Blackburn Rovers FC         | Inglaterra     | 1976 - 1978 | 75       | 7     |
| Blackpool FC                | Inglaterra     | 1978 - 1979 | 19       | 1     |
| Blackburn Rovers FC         | Inglaterra     | 1979 - 1981 | 2        | 0     |